# Bob Gottlieb
Robert Henry Gottlieb (1940. január 20. – 2014. november 23.) amerikai kosárlabdázó és kosárlabdaedző, Doug Gottlieb műsorvezető és Gregg Gottlieb edző édesapja.

## Fiatalkora
A New York állambeli George W. Hewlett High Schoolban érettségizett, majd az Ohiói Állami Egyetemre járt, ahol az 1960-as bajnoki kosárlabdacsapatban is játszott (a hivatalos statisztikákban nem szerepel). 1967-ben egy szezonra a Fair Lawn-i középiskola edzője lett.

## Edzőként
1968–1969-ben a Quinnipiac Bobcats, 1969 és 1971 között pedig a Creighton Bluejays edzője lett. Mesterdiplomájának megszerzését követően a Kansas State Wildcats edzőhelyettesének és toborzójának nevezték ki. 1973 májusában a Jacksonville Dolphins vezetőedzője lett; a csapat országosan sikeres volt, azonban kihágások miatt az NCAA szankciókkal sújtotta; Gottlieb elődje, Howie Landa ezért két nap után lemondott. Gottlieb szerződését három évvel szerette volna meghosszabbítani, de csak egy évet ajánlottak neki, ezért az 1974–75-ös szezon végén lemondott. 1975-ben a Milwaukee Panthers vezetőedzője és atlétikaiigazgató-helyettese lett.
Edzőként több mint száz győzelmet ért el. Egy évet az üzleti szférában töltött, majd 1981-ben a Long Beach State Beach, 1983-ban pedig az Oregon State Beavers edzőhelyettese lett.
1987-ben a játékosok számára magasságkorlátozást bevezető International Basketball Association-beli leendő csapat, az Orange Crush vezetőedzőjévé nevezték ki, azonban a liga tagságát csökkentették, és Gottlieb csapatát is kizárták.

## Halála és emlékezete
2004-ben Branch West néven Dél-Kaliforniában kosárlabda-akadémiát alapított.
2011-ben melanómát diagnosztizáltak nála; 2014. november 23-án, 74 évesen hunyt el. 2018-ban a Southern California Jewish Sports Hall of Fame tagja lett.

## Eredményei vezetőedzőként
| Szezon                            | Eredmény                          |
| Jacksonville Dolphins (Független) | Jacksonville Dolphins (Független) |
| --------------------------------- | --------------------------------- |
| 1973–74                           | 20–10 (NIT elődöntő)              |
| 1974–75                           | 15–11                             |
| Eredmény:                         | 35–21                             |
| Milwaukee Panthers (Független)    |                                   |
| 1975–76                           | 11–15                             |
| 1976–77                           | 19–8                              |
| 1977–78                           | 15–12                             |
| 1978–79                           | 8–18                              |
| 1979–80                           | 9–17                              |
| Eredmény:                         | 62–70                             |
| Összesen:                         | 97–91                             |

## Fordítás
- Ez a szócikk részben vagy egészben  a   Bob Gottlieb című angol Wikipédia-szócikk ezen változatának fordításán alapul.  Az eredeti cikk szerkesztőit annak laptörténete sorolja fel. Ez a jelzés csupán a megfogalmazás eredetét és a szerzői jogokat jelzi, nem szolgál a cikkben szereplő információk forrásmegjelöléseként.